# Laat ons een bloem
Laat ons een bloem is een Nederlandstalig lied van de Belgische zanger Louis Neefs uit 1970. Het is een cover van het Engelstalige Leave them a flower van de Britse tv-presentator en zanger Wally Whyton, die het in 1968 schreef en opnam. De Nederlandstalige tekst was van Phil van Cauwenbergh, die veel liedteksten voor Neefs heeft geschreven.
De B-kant van de single was het liedje We zullen wel zien.
In 2006 werd het nummer gecoverd door Yevgueni in het kader van "Zo is er maar één" en bezorgde hem de eindoverwinning in deze liedjeswedstrijd. Voorts werd het nummer onder andere gecoverd door zijn zoon Günther (2000) en Hilde  Frateur (2006). In 2017 maakte actrice Veerle Baetens en The Broken Circle Breakdown Bluegrass Band een eigenzinnige cover met bijbehorende videoclip om Natuurpunt te helpen om geld in te zamelen voor meer bos in Vlaanderen. In 2020 werd het nummer gecoverd door de band van de tienerserie LikeMe. In 2023 werd het nummer gecoverd door Metejoor tijdens het negende seizoen van Liefde voor muziek.